# West Point (Alabama)
West Point es un pueblo ubicado en el condado de Cullman en el estado estadounidense de Alabama. En el censo de 2000, su población era de 295.

## Demografía
En el 2000 la renta per cápita promedia del hogar era de $28,295, y el ingreso promedio para una familia era de $36,875. El ingreso per cápita para la localidad era de $14,963. Los hombres tenían un ingreso per cápita de $24,821 contra $19,250 para las mujeres.

## Geografía
West Point está situado en 34°14′29″N 86°56′35″O / 34.24139, -86.94306 (34.241338, -86.943126)
Según la Oficina del Censo de los EE. UU., la ciudad tiene un área total de 1.16 millas cuadradas (3.00 km²).